# Elderson Echiéjilé
Uwa Elderson Echiéjilé, também conhecido como Elderson Echiéjilé (Benin City, 20 de janeiro de 1988) é um ex-futebolista nigeriano que atuava como lateral esquerdo. 

## Clubes
Destacando-se nos dois clubes nigerianos que defendeu até os 19 anos, foi contratado pelo Rennes, em 2007, onde permaneceu até 2010, quando se transferiu para o Sporting Clube de Braga, com contracto de quatro temporadas (até ao final da época desportiva de 2013/14).

## Seleção
Pela seleção nigeriana principal estreou em 2009. Participou da Copa do Mundo de 2010 e do Campeonato Africano das Nações de 2013 onde se sagrou campeão. Na Copa das Confederações de 2013 marcou dois gols na estreia da Nigéria na competição.

## Títulos
Nigéria
- Campeonato Africano das Nações: 2013